# NGC 59
Az NGC 59 egy lentikuláris galaxis a Cetus (Cet) csillagképben.

## Felfedezése
Az NGC 59 galaxist Ormond Stone fedezte fel 1886-ban.

## Tudományos adatok
A galaxis 362 km/s sebességgel távolodik tőlünk.